# Zdolność refleksyjna
Zdolność refleksyjna (reflectance – ang., réflexivité – fr.) – zdolność odbijania zmiennych ilości światła padającego na daną powierzchnię. Związana jest ściśle z własnościami minerałów (także z ich innymi własnościami, takimi jak załamanie się światła, czy pochłanianiem światła). Można ją wyrazić liczbowo jako współczynnik odbicia {\displaystyle R} i wyraża się go wzorem:
{\displaystyle R={\frac {I_{O}}{I_{P}}},}
gdzie:
{\displaystyle I_{O}} – to natężenie światła odbitego,
{\displaystyle I_{P}} – to natężenie światła padającego.
Dla ciał idealnie pochłaniających {\displaystyle I_{O}=0} całe równanie przybiera wartość 0.
Zdolność refleksyjna wszystkich znanych nieprzeźroczystych minerałów mieści się w przedziale od 3–94%.
Najniższą wartość R wykazuje fluoryt – 3%.
Najwyższą wartość R wykazuje srebro rodzime – 94%.
Z grup minerałów kruszcowych największą zdolność refleksyjną mają metale rodzime, następnie zdolność refleksyjna maleje. Po metalach rodzimych w dalszej kolejności są selenki i tellurki, siarczki, arsenki (Ni, Co, Fe), siarkosole, tlenki, węglany, siarczany i na końcu z najmniejszą zdolnością krzemiany metali.
Pomiaru zdolności refleksyjnej dokonuje się za pomocą trzech metod: obliczeniowej, wizualnej i fotometrycznej.